# 観音堂 (長治市)

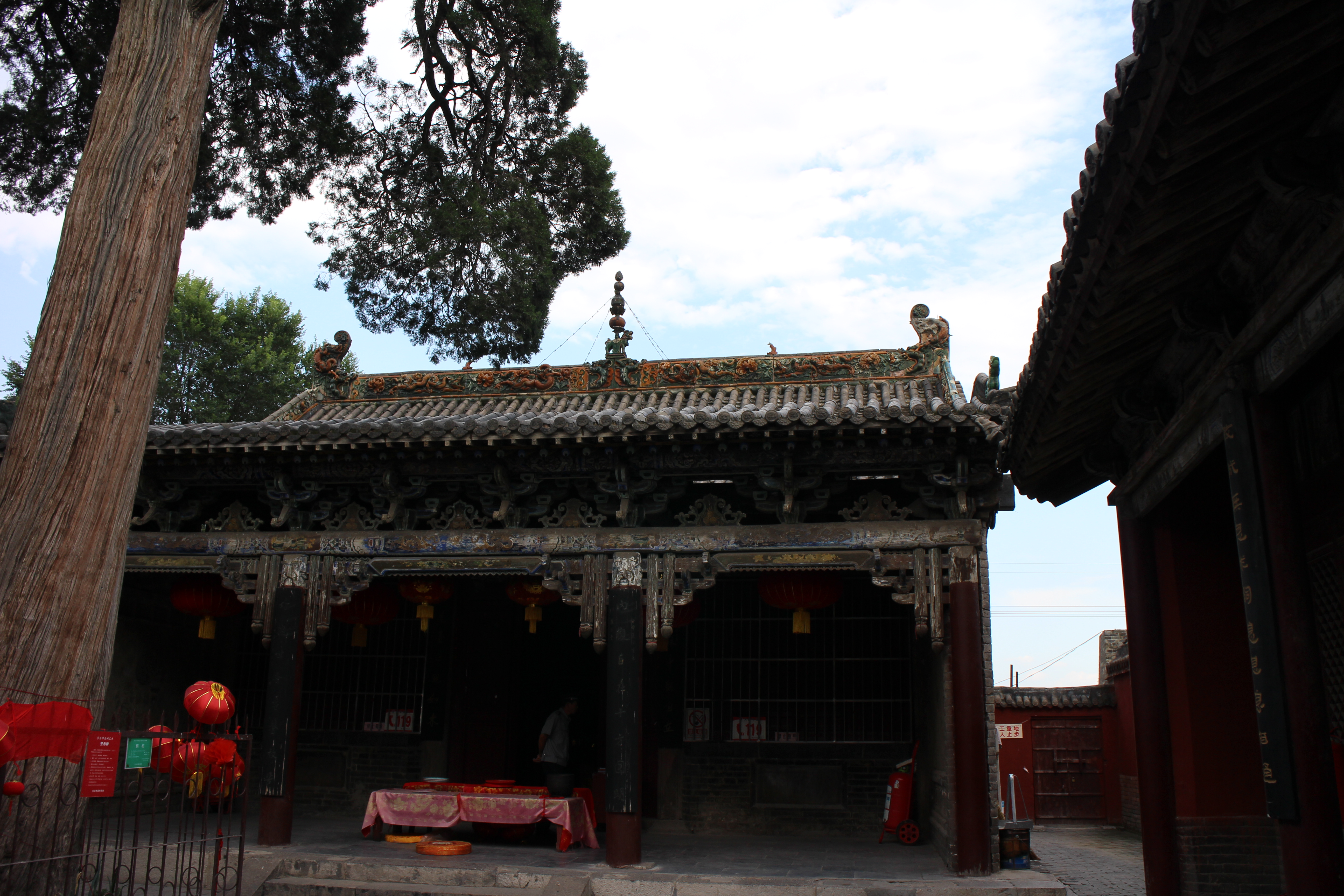
観音堂。

観音堂（かんのんどう）は、中華人民共和国山西省長治市にある仏教寺院。

## 歴史
観音堂は、明の万暦10年（1582年）に創建された。
2001年6月25日、中華人民共和国国務院は仏寺を全国重点文物保護単位に認定した。

## 伽藍
戯台（舞台）、中門、正殿、三真殿、山門、三龍の琉璃影壁

## 国宝
- 明の大殿

## 書籍
- (中国語) 全国重点文物保護単位. 北京市: 文物出版社. (2004). ISBN 7-5010-1525-2

座標: 北緯36度13分40秒 東経113度04分30秒 / 北緯36.22778度 東経113.07500度